# Kathrien Plückhahn
Kathrien Plückhahn (14 de septiembre de 1958) es una deportista alemana que compitió para la RFA en remo como timonel. Ganó una medalla de plata en el Campeonato Mundial de Remo de 1978, en la prueba de cuatro scull con timonel.

## Palmarés internacional
| Campeonato Mundial | Campeonato Mundial        | Campeonato Mundial | Campeonato Mundial       |
| Año                | Lugar                     | Medalla            | Prueba                   |
| ------------------ | ------------------------- | ------------------ | ------------------------ |
| 1978               | Cambridge (Nueva Zelanda) | Medalla de plata   | Cuatro scull con timonel |